# شاي (وحدة هاغاناه)

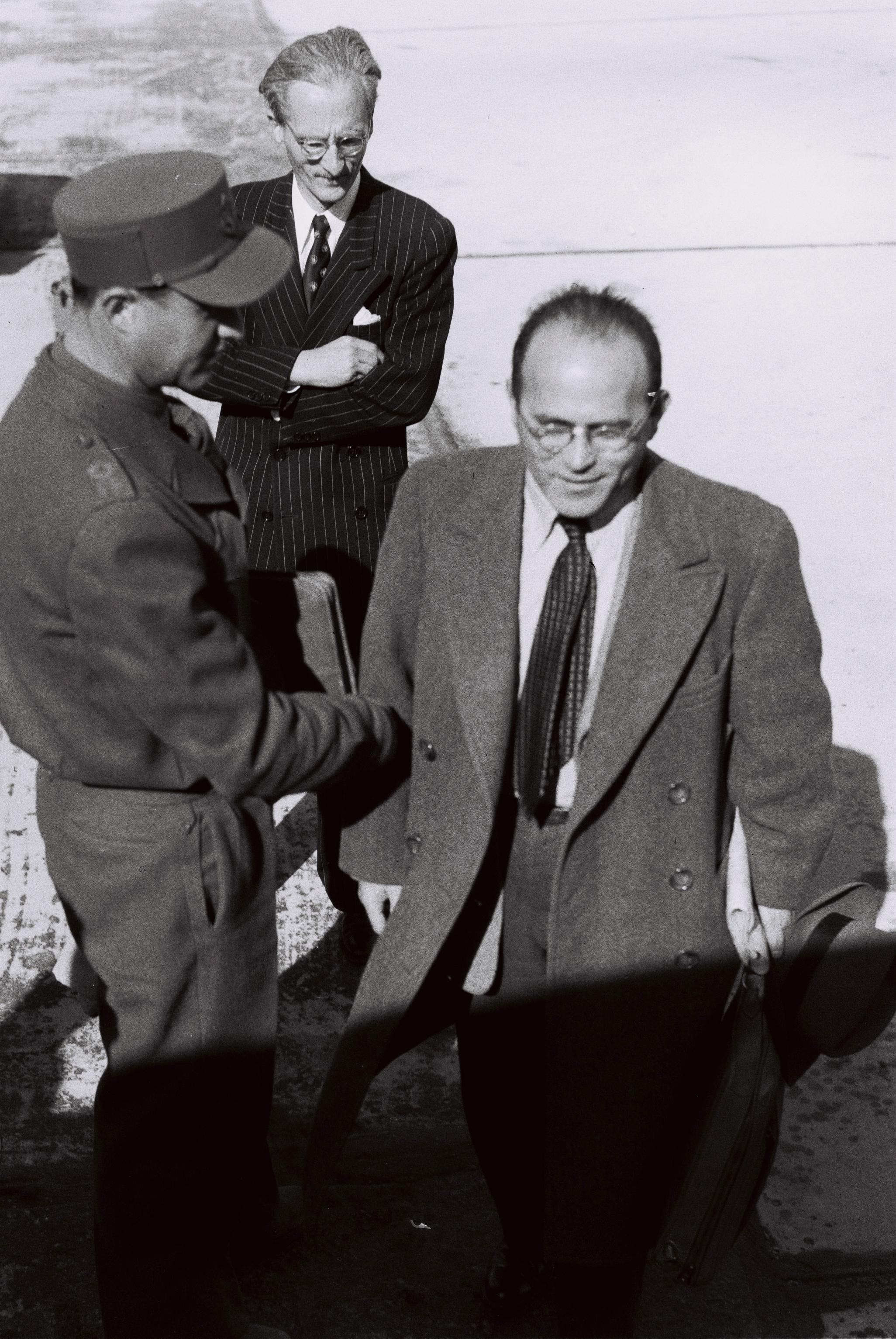

شاي (بالعبرية: ש"י) اختصار لـ خدمة المعلومات (بالعبرية: שירות ידיעות) وهي وحدة الاستخبارات في عصابات الهاجاناه الصهيونية المنظمة. تأسست عام 1940، وتطور منها أجهزة المخابرات الإسرائيلية الحالية مثل آمان والشاباك.

## تاريخ
خلال الحرب العالمية الثانية، زوّدت مديرية العمليات الخاصة البريطانية الهاجاناه بالأسلحة والتدريب والتمويل، ووفّرت الهاجاناه خبراء اللغات والعملاء. وفّر البريطانيون تدريب المغاوير للعمليات الخاصة لعملاء شاي وقدامى المحاربين من خلال مدرسة تدريبية سميت إم إي 102، والتي أنشأتها إم آي 4.
بعد هزيمة ألمانيا النازية. "حتى عام 1948، تضمّنت أهداف شاي الأساسية ترويج دولة إسرائيلية مستقلة؛ التسلل إلى مكاتب الانتداب البريطاني من أجل إعلام القيادة اليهودية والصهيونية عن السلوكيات البريطانية والأفعال المقترحة. وجمع معلومات سياسية يمكن استخدامها كدعاية، اختراق فصائل عربية ومعادية للصهيونية في فلسطين وخارجها، وتوفير الأمن لبرنامج تهريب الأسلحة الهجرة غير المشروعة للهاغاناه."